# Would You Love a Monsterman?
«Would You Love a Monsterman?» es el primer sencillo de Lordi, publicado en 2002. El sencillo se lanzó con una canción y un videoclip en verano de 2002. El sencillo en la segunda semana de la publicación, alcanzó la parte superior de las listas en Finlandia. Al primer comprador del sencillo, se le obsequió con la revista Monster Magazine de 12 páginas, la cual contiene algunos cómics de Lordi y ahora mismo es una pieza de coleccionista. En la demo, Napalm Market, el nombre de esta canción era I Would Do It All for You.

## Lista de canciones
1. «Would You Love a Monsterman?» (3:04)
2. «Biomechanic Man» (3:23)
3. «Would You Love a Monsterman?» (radio edit) (3:04)

Las canciones del sencillo son versiones diferentes a las del álbum  Get Heavy. 
Además incluye el videoclip de la canción Would You Love a Monsterman?. El sencillo también está disponible como una versión en alemán, que tiene una portada diferente y una de las cinco cartas coleccionables de Mr. Lordi. En el videoclip sale una niña en un cementerio en otoño, donde los miembros de Lordi emergen de sus tumbas.

### Créditos
- Mr. Lordi (Vocalista)
- Amen (Guitarra eléctrica)
- Magnum (Bajo)
- Kita (Batería)
- Enary (Piano)

## Rendimiento
| Año  | Conteo | Semana | Posición |
| ---- | ------ | ------ | -------- |
| 2002 | Top20  | 29     | 2        |
| 2002 | Top20  | 30     | 1        |
| 2002 | Top20  | 31     | 2        |
| 2002 | Top20  | 32     | 4        |
| 2002 | Top20  | 33     | 2        |
| 2002 | Top20  | 34     | 2        |
| 2002 | Top20  | 35     | 4        |
| 2002 | Top20  | 36     | 4        |
| 2002 | Top20  | 37     | 4        |
| 2002 | Top20  | 38     | 8        |
| 2002 | Top20  | 39     | 12       |
| 2002 | Top20  | 40     | 7        |
| 2002 | Top20  | 41     | 4        |
| 2002 | Top20  | 42     | 2        |
| 2002 | Top20  | 43     | 5        |
| 2002 | Top20  | 44     | 5        |
| 2002 | Top20  | 45     | 7        |
| 2002 | Top20  | 46     | 6        |
| 2002 | Top20  | 47     | 6        |
| 2002 | Top20  | 48     | 6        |
| 2002 | Top20  | 49     | 8        |
| 2002 | Top20  | 50     | 12       |
| 2002 | Top20  | 51     | 13       |
| 2002 | Top20  | 52     | 13       |
| 2003 | Top20  | 1      | 16       |
| 2003 | Top20  | 2      | 9        |
| 2003 | Top20  | 4      | 14       |
| 2003 | Top20  | 5      | 17       |

## Nueva versión
Una nueva versión fue publicada en otoño de 2006, además con un nuevo videoclip. La canción fue regrabada con los miembros de la banda que militaban en 2006, incluyendo a OX, el bajista, y la teclista, Awa. Esta versión fue lanzada como un sencillo promocional limitado, así como una pista adicional en la edición especial del álbum The Arockalypse. El sencillo de promoción también se ofrece como el primer premio en un concurso para la finlandesa "Lordi Cola."
En la nueva versión del videoclip los miembros de la banda son cadáveres que aparecen en un quirófano. Mientras se escucha en la radio la canción, una mujer se da cuenta de que va a investigar el cuerpo a uno de los miembros de la banda y ellos hacen su aparición, matando a los dos hombres que trataban de investigar los cuerpos. 
La banda entonces se acerca a ella y el resto del video es muy parecido al primero (menos, por supuesto, los bosques y el muñeco que sujetaba la niña).

### Lista de canciones
1. «Would You Love A Monsterman?» (2006 versión) (3:04)

### Créditos
- Mr. Lordi (Vocalista)
- Amen (Guitarra eléctrica)
- OX (Bajo)
- Kita (Batería)
- Awa (Piano)